# Iturea

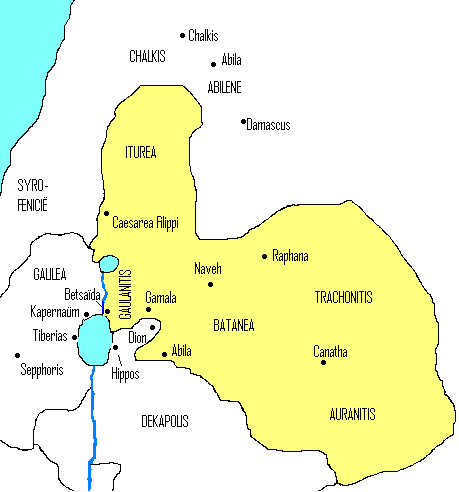
Grondgebied van tetrarch Filippus

Iturea was in de Hellenistische en Romeinse periode de naam van een landstreek tussen de Libanonberg en de Hermonberg (Libanon/Syrië).